# دانيلو دامبروزيو
دانيلو دامبروزيو ((بالإنجليزية: Danilo D'Ambrosio)‏؛ مواليد 9 سبتمبر 1988) لاعب كرة قدم إيطالي يلعب حالياً مع نادي مونزا الإيطالي في مركز قلب الدفاع.

## روابط خارجية
- دانيلو دامبروزيو على موقع الاتحاد الأوربي (الإنجليزية)
- دانيلو دامبروزيو على موقع قاعدة بيانات كرة القدم.إي يو (الإنجليزية)
- دانيلو دامبروزيو على موقع ناشيونال فوتبول تيمز (الإنجليزية)
- دانيلو دامبروزيو على موقع Soccerway.com (الإنجليزية)
- دانيلو دامبروزيو على موقع عالم كرة القدم.نت (الإنجليزية)
- دانيلو دامبروزيو على موقع كووورة
- دانيلو دامبروزيو على موقع AS.com (الإسبانية)